# Павлівка (Фатезький район)
Павлівка (рос. Павловка) — хутір в Фатезькому районі Курської області Російської Федерації.
Населення становить 3 особи. Входить до складу муніципального утворення Солдатська сільрада.

## Історія
Населений пункт розташований на території українського етнічного та культурного краю Східна Слобожанщина.
Від 2004 року входить до складу муніципального утворення Солдатська сільрада.

## Населення
| 1979 | 1989 | 2002 | 2010 |
| ---- | ---- | ---- | ---- |
| 25   | ↘13  | ↘9   | ↘3   |